# Evžen Kůs
Evžen Kůs (* 1954, Železná Ruda) je český zoolog a popularizátor přírody. V Zoologické zahradě v Praze se zabývá otázkami chovu divokých zvířat v zajetí a vede mezinárodní plemennou knihu koně Převalského. Patří k předním českým odborným konzultantům v oblasti přírodopisných dokumentárních filmů.

## Životopis
Evžen Kůs pochází z města Železná Ruda. Většinu mládí ale prožil na Přimdě, kde ostatně dodnes (stav k roku 2016) občansky působí ve svém volném čase. Rodově je spřízněn s rodem Kůsů, historicky spojených s jihočeskou osadou Kůsov (součást obce Stachy). Gymnázium vystudoval ve Stříbře.
Řada jeho předků, včetně otce a dědečka, byli lesáci, což – spolu s krajinou Českého lesa – výrazně utvářelo vztah Evžena Kůse k přírodě. Nejvíce ho přitahovalo rybářství a ještě více botanika, které se chtěl původně věnovat i profesně. Od začátku sedmdesátých let ji studoval na Přírodovědecké fakultě UK v Praze. Ve druhém ročníku se mu však postupně znechutila. Nejprve tím, že byl svým profesorem nucen jednotlivé rostliny do omrzení do všech detailů kreslit. Rostoucí nechuť se pak odrazila i na jeho odborných znalostech prověřovaných během zkoušek. Důsledkem toho se přihlásil na zoologii, kterou pak skutečně dostudoval. V roce 1978 absolvoval obor systematická zoologie obratlovců. Tématem jeho diplomové práce byla ichtyologie.
Po absolutoriu nastoupil do Zoo Praha, kde už předtím po několik studentských let pracoval jako průvodce. Nyní přešel jako odborný pracovník k prof. Zdeňku Veselovskému, který byl tehdejším ředitelem celé zahrady.
V letech 1980 až 1981 Kůs pobýval na studijním pobytu na Katedře životního prostředí UK v Praze. V září 1981 se vrátil do pražské zoologické zahrady. V ZOO Praha pracuje dodnes a to ve funkci vedoucího oddělení dokumentace a odborné knihovny.
Evžen Kůs vede od roku 1990 mezinárodní plemennou knihu koně Převalského. Je také editorem tematického sborníku Zoo Praha Gazella. V rámci své odborné činnosti se aktivně podílí na realizaci návratu koně Převalského do původních biotopů v mongolské části Gobi a je členem odborné poradní komise pro chov koňovitých při Evropské asociaci zoologických zahrad a akvárií (EAZA). Je zástupcem českých zoologických zahrad v pracovní skupině pro biodiverzitu při Ministerstvu životního prostředí ČR.

## Dílo
Evžen Kůs je dvojnásobným laureátem ocenění Zlatá stuha pro nejlepší autory, překladatele a ilustrátory knih pro děti a mládež. Soutěž vyhlašují a pořádají česká sekce Klubu ilustrátorů dětské knihy (IBBY), Obec překladatelů a Památník národního písemnictví.
Patří také k předním českým odborným konzultantům pro český překlad a dabing dokumentárních filmů o přírodě.

## Knihy
- Průvodce pražskou ZOO. Praha : SZN, 1989.
- Stavy druhů zvířat chovaných v zoologických zahradách v ČSFR. Praha : Zoologická zahrada, 1991.
- Mláďata v zoo. Nejoblíbenější savci z celého světa v obrazech. Praha : Artia : Granit, 1993.
- Domácí zvířata. Mláďata doma i na dvorku. Praha : Granit, 1994.
- Generální plemenná kniha koně Převalského = General studbook of the Przewalski horse. [4., zcela přeprac. vyd.] Praha : Zoologická zahrada, 1995.
- Ptáci v zoo. Cizokrajní opeřenci a jejich mláďata. V Praze : Granit, 1996.
- Ryby. Praha : Aventinum, 1999.
- Svět vzácných zvířat na přelomu tisíciletí. V Praze : Granit, 2000.
- Dá mi? Nedá mi? Pohledy do sexuálního života zvířat. Praha : Krásná paní, 2010.

Evžen Kůs je také autorem několika překladů knih a spoluautorem dabingu dokumentárních filmů s přírodopisnou tematikou.